# Émile Marco de Saint-Hilaire
Émile Marco de Saint-Hilaire, de son vrai nom Émile-Marc Hilaire (mai 1796 Versailles- novembre 1887) est un écrivain et feuilletoniste français du XIXe siècle.

## Biographie
Son père Antoine-Denis est huissier ordinaire de la chambre du roi Louis XVI et témoigne en faveur de Naundorff. Sa mère est d’abord au service de Madame Victoire, puis première femme de chambre de Joséphine.
En 1822 il publie Réclamation adressée à S. E. M. Delavau, préfet de police, par Modeste Agnès, patentée, exerçant au Palais-Royal , puis en 1827  une série de guides destinés aux Dandys  imprimée par Balzac comme L’art  de payer ses dettes et de satisfaire ses créanciers sans débourser un sou, ou L’art de mettre sa cravate de toutes les manières connues et usitées, enseigné et démontré en 16 leçons.
En 1828, il publie en collaboration avec Louis-François Raban Mémoires d’un forçat  ou Vidocq dévoilé puis, avec Édouard d'Eliçagaray, Mémoires d’une célèbre courtisane des environs du Palais-Royal en 1833.
Il entre en relation avec le bourreau Henri Sanson père, avec lequel il a de nombreuses conversations. Les documents ainsi rassemblés sont achetés par l'éditeur Mame qui les confie à Balzac et à L'Héritier de l'Ain. Des deux volumes publiés en 1830, l'essentiel du tome premier est de Balzac ; sa part est moins importante pour le tome second.
À partir de 1839 il se fait une spécialité des mémoires ou récits anecdotiques sur l’Empire et à l’épopée napoléonienne. Il connaît un grand succès notamment avec ses  Mémoires d’un page à la cour impériale, ce qu’il ne fut jamais. Il fut démasqué par Lorédan Larchey son confrère de la Société des gens de lettres.
Il rejoint aussi la mode des physiologies en participant à la rédaction de « Les étrangers à Paris » publié par  Charles Warée et écrivant la  Physiologie du troupier.
Il publie à partir de 1845 un almanach impérial pour les nostalgiques de l'Empire et les vieux grognards
Comme feuilletoniste il a travaillé à l'Étoile de la jeunesse, à la Bibliothèque des Feuilletons, au   Musée ou Magasin comique de Charles Philipon, à l’Almanach comique, etc.
Il reste essentiellement connu pour  son Histoire anecdotique, politique et militaire de la garde impériale publiée en 1847. Il sera le précurseur de Georges d'Esparbès

## Les critiques
- « M. Émile Marco de Saint-Hilaire a été accusé d'avoir inventé Napoléon; nous le croyons, nous, parfaitement innocent de ce fait; mais s'il n'a pas inventé Napoléon, bien certainement Napoléon général, consul, empereur, Napoléon guerrier, législateur, etc., etc., etc., a été inventé pour M. Émile Marco de Saint-Hilaire…. Si M. Émile Marco de Saint Hilaire n'a pas encore épuisé toutes les ressources de son imagination, nous l'engagerons à un peu plus d'exactitude dans les dates ».
- « L'illustre Marco de Saint-Hilaire, ce Suétone à quinze centimes la ligne, qui raconta pendant dix ans aux badauds français, émerveillés et abrutis... »
- « On lira tout ce que M. Émile Marco de Saint-Hilaire voudra bien publier sur le grand homme dont il s'est fait le vampire ».

## Œuvres

### Romans historiques
- Mémoires et révélations d'un page de la Cour Impériale, Paris, 1830, 2 volumes in-8
- Les petits appartemens des Tuileries, de Saint-Cloud et de la Malmaison. Mémorial, tablettes et chroniques pour servir à l'histoire ... sous le Consulat, l'Empire et la Restauration ... par l'auteur des Mémoires d'un Page, Paris, 1831, 2 vol. in-8
- Souvenirs intimes du temps de l’Empire, 1838 (Rééd. en 2 vol., University of Michigan Library, 2009)
- Histoire populaire, anecdotique et pittoresque de Napoléon et de la Grande Armée, 1843
- Histoire d'un sabre de pain d'épice. À propos de la bataille de Leipzick et de la place Vendôme, 1843
- Napoléon en campagne. Scènes de la vie militaire pour faire suite aux souvenirs intimes du temps de l'Empire. Paris, Boulé, 1845
- Napoléon au bivouac, aux Tuileries et à Sainte-Hélène, anecdotes inédites, 1845
- La veuve de la Grande Armée, 1845 [3]
- Histoire anecdotique, politique et militaire de la Garde impériale, Paris, Penaud, 1845-47, gr. in-8, avec des dessins de Hipp, Bellangé, Eugène Lami, Jules-Antoine Duvaux, etc.
- Histoire de la campagne de Russie pendant l'année 1812 et de la captivité des prisonniers français en Sibérie et dans les autres provinces de l'empire, précédée d'un résumé de l'histoire de Russie, Paris, E. Penaud, 1846-1848, 2 vol., illustrée par  René de Moraine
- Histoire des conspirations et des exécutions politiques en France, 1849
- Anecdotes du temps de Napoléon Ier, recueillies par Marco de Saint-Hilaire, Paris, Librairie de L. Hachette et Cie, 1856, 232 p.
- Cadoudal, Moreau Pichegru
- Histoire populaire de la garde impériale
- Les mystères de Sainte-Hélène
- Louis XVIII. Sa Vie. Ses Derniers Momens et Sa Mort; Suivis du Détail de Ses Funérailles, d'un Recueil d'anecdotes Sur Ce Prince, Rédigées d'après des... Lettres et de Quelques-Unes de Ses Poésies (rééd.: University of Michigan Library, 2009)
- Napoléon au Conseil d'État
- Une Nuit de 1812. Épisode de l'Empire

### Autres
- Réclamation adressée à S. E. M. Delavau, préfet de police, par Modeste Agnès, patentée, exerçant au Palais-Royal 1822
- Biographie des nymphes du Palais-Royat et autres quartiers de Paris 1823.
- sous le pseudonyme de Baron Émile de l’Empesé  L’art de mettre sa cravate de toutes les manières connues et usitées, enseigné et démontré en 16 leçons, précédé de l'histoire complète de la cravate, depuis son origine jusqu'à ce jour, de considérations sur l'usage des cols, de la cravate noire et de l'emploi des foulards. Ouvrage indispensable à tous nos fashionables, orné de 32 figures explicatives du texte et du portrait de l'auteur. Paris, rue Vivienne, no 2 bis, 1827, in-18 avec 5 planches

- sous le pseudonyme de Baron Émile de l’Empesé et attribué à Feu son oncle, professeur émérite : L’art  de payer ses dettes et de satisfaire ses créanciers sans débourser un sou, enseigné en deux leçons. Précédé d'une notice biographique sur l'auteur et orné de son portrait. Le tout publié par son neveu.... Paris, Imprimerie de  Balzac, 1827
- L’art de ne jamais déjeuner chez soi et de diner toujours chez les autres, 1827
- L’art de fumer et de priser sans déplaire aux belles 1827
- Manuel de la Toilette, ou l'Art de s'habiller avec élégance et méthode 1828,
- sous le pseudonyme de M. et Mme Stop :   Traité de la Toilette à l'usage des dames 1835
- Physiologie du troupier 1841